# Cranioleuca albiceps
Rabo-espinhoso-de-coroa-clara ou arredio-calvo (Cranioleuca albiceps) é uma espécie de ave da família Furnariidae.
Pode ser encontrada nos seguintes países: Bolívia e Peru.
Os seus habitats naturais são: regiões subtropicais ou tropicais húmidas de alta altitude.